# Bildtafel der Verkehrszeichen in Rumänien
Die Bildtafel der Verkehrszeichen in Rumänien zeigt eine Auswahl der in Rumänien gültigen Verkehrszeichen.

## Gefahrenzeichen

Kurve (links)
Kurve (rechts)
Doppelkurve (zunächst links)
Doppelkurve (zunächst rechts)
Gefälle abwärts in %
Gefälle aufwärts in %
Verengte Fahrbahn
Verengte Fahrbahn – Verengung rechts
Verengte Fahrbahn – Verengung links
Gefährlicher Seitenstreifen
Stau
Tunnel
Bewegliche Brücke
Ufer
Unebene Fahrbahn
Bremsschwelle
Schleudergefahr bei Nässe und Schmutz
Rollsplitt
Steinschlag
Fußgängerübergang
Kinder
Radfahrer
Viehtrieb
Wildwechsel
Baustelle
Lichtsignalanlage
Flugbetrieb
Seitenwind
Gegenverkehr
Gefahrenstelle
Unfall
Kreuzung
Vorfahrt
Kreisverkehr
Beschrankter Bahnübergang
Unbeschrankter Bahnübergang
Straßenbahn
Entfernungsbake für Bahnübergang
Entfernungsbake für Autobahnausfahrt
Andreaskreuz
Traktoren
Wendemöglichkeit
Erhöhter Unfallbereich

## Prioritätszeichen

Vorfahrt gewähren
Halt, Vorfahrt gewähren
Vorfahrtstraße
Ende der Vorfahrtstraße
Vorrang für den Gegenverkehr
Vorrang vor dem Gegenverkehr

## Verbotsschilder

Einfahrtverbot
Durchfahrtverbot
Einfahrtverbot für Kraftfahrzeuge
Einfahrverbot für Motorräder
Einfahrverbot für Fahrräder
Einfahrverbot für Mofas
Einfahrverbot für Lastkraftwagen
Einfahrtverbot für LKW-Anhänger
Einfahrverbot für Kraftomnibusse
Einfahrtverbot für Fußgänger
Einfahrverbot für Fuhrwerke
Einfahrverbot für Bollerwagen
Einfahrverbot für Traktoren und Landmaschinen
Einfahrtverbot für Kraftfahrzeuge, und Motorräder
Einfahrtverbot für Kraftfahrzeuge, Motorräder, und Fuhrwerke
Verbot für Fahrzeuge über angegebene Breite einschließlich Ladung
Verbot für Fahrzeuge über angegebene Höhe einschließlich Ladung
Verbot für Fahrzeuge über angegebenes tatsächliches Gewicht
Verbot für Fahrzeuge über angegebene tatsächliche Achslast
Verbot für Fahrzeuge über angegebene tatsächliche Doppelachslast
Verbot für Fahrzeuge über angegebene tatsächliche Dreiachslast
Verbot für Fahrzeuge über angegebene Länge einschließlich Ladung
Verbot des Unterschreitens des angegebenen Mindestabstands
Linksabbiegen verboten
Rechtsabbiegen verboten
Wendeverbot
Überholverbot für Kraftfahrzeuge aller Art
Überholverbot für Lastkraftwagen
Zulässige Höchstgeschwindigkeit
Zulässige Höchstgeschwindigkeit für Lastkraftwagen
Hörbare Geräusche sind verboten
Zoll
Polizei
End of all restrictions
End of maximum speed limit
Ende sämtlicher Streckenverbote
Eingeschränktes Haltverbot
Absolutes Haltverbot
Beginn Tempo 30-Zone
Ende Tempo 30-Zone
Einfahrtverbot für Kraftfahrzeuge mit gefährlichen Gütern
Einfahrtverbot für Fahrzeuge mit wassergefährdender Ladung

## Richtzeichen

Fahrtrichtung – geradeaus
Fahrtrichtung – rechts
Fahrtrichtung – geradeaus oder rechts
Umfahrung links oder rechts
Kreisverkehr
Radweg
Gehweg
Gemeinsamer Geh- und Radweg
Vorgeschriebene Mindestgeschwindigkeit
Ende der Vorgeschriebenen Mindestgeschwindigkeit
Schneekettenpflicht
Schneereifenpflicht

## Vorwegzeichen

Vorwegweiser
Umgehungsstraße
Vorwegweiser mit Kreisverkehr
Gesperrte Straße
Entfernung zu Städten
Entfernung zu Städten (Autobahn)
Sackgasse
Richtung der Fahrbänder
Zur Autobahnauffahrt
Europastraße (E7)
Autobahn (A3)
Ortsschild / Eingang
Ortsschild / Ende

## Hinweiszeichen

Informationstafel am Grenzübergang
Fußgängerüberweg
Einbahnstraße
Krankenhaus
Erste Hilfe Station
Polizei
Bushaltestelle
Straßenbahnhaltestelle
Taxistand
Tankstelle
Tankstelle mit Autogas
Hotel
Gasthaus
Toilette
Parkplatz
Parkhaus
Beginn verkehrsberuhigter Bereich
Ende verkehrsberuhigter Bereich
Empfohlene Tempozone
Ende Empfohlene Tempozone
Autobahn
Ende der Autobahn
Tunnel, mit Längenangabe in km
Ende Tunnel
Radar
Empfohlene Geschwindigkeit
Beginn Fußgängerzone
Ende Fußgängerzone
Autobahnpolizei in m

## Zusatzzeichen

Verlauf der Vorfahrtstraße an Kreuzungen von oben nach rechts
Verlauf der Vorfahrtstraße an Kreuzungen von unten nach rechts
Schnee oder Eis
Regen
Autobahnausfahrt Nummer